# 畠山勇子
畠山 勇子（はたけやま ゆうこ、慶応元年12月6日（1866年1月22日） - 明治24年（1891年）5月20日）は、1891年の大津事件で日露関係が緊張した際、被害者のロシア皇太子ニコライに謝罪の遺書を残して自殺した女性である。

## 生涯
1865年、安房国長狭郡横渚（よこすか）村（のち鴨川町の一部。現・千葉県鴨川市横渚）に畠山治兵衛の長女として生まれる:130。畠山家は横渚の農家で、かつては資産家であったが、明治維新のおりに私財を投じたため、生活は貧困であったという。5歳で父を失い、17歳で朝夷郡安馬谷村（のち千歳村。現・南房総市）の商家の若松吉蔵というものに嫁いだが、勇子は勝気で商業には不向きな性格であり、また『南総里見八犬伝』や『釈迦八相倭文庫』、政治小説や新聞『日本』などを読むことを好んでいたため、周囲との折り合いが悪かったようで、不縁になり1887年（明治20年）23歳で離婚した。東京に出て伯爵・万里小路通房の邸宅や横浜正金銀行頭取・原六郎宅の女中として働いた後、1890年（明治23年）3月より伯父の世話で日本橋区（現・中央区）室町の魚問屋にお針子として住み込みで奉公する。父や伯父の影響で、政治や歴史に興味を持ち、政治色の強い新聞などを熱心に読み、店の主人や同輩たちから変人とみなされていた。大津事件が起こるや、国家の有事としきりに嘆いたが、周囲は「またいつもの癖が始まった」と相手にもしなかったという。
1891年（明治24年）5月11日、来日中のロシアのニコライ皇太子が、警護にあたっていた津田三蔵に襲われて重傷を負う事件（大津事件）が発生し、日本中が騒然となった。これは、ロシア側の随員がニコライ皇太子に、風景の美しさを賞めると、太子が「いづれここも自分のものになる」といったのを、ロシア語の学者でもあった津田が激高したためとされる。そうした中、ロシア皇太子が本国からの命令で急遽神戸港から帰国の途につくことになった。それを知った勇子は5月18日、帰郷するからと奉公先の魚問屋を辞め、下谷の伯父の榎本六兵衛宅に押しかけた。榎本は貿易商で、島津・毛利・山内・前田・蜂須賀ら大名家が幕府に内緒で銃を買い入れていた武器商人で、維新後は生糸の輸出で財をなしていた。勇子は伯父ならば自分の気持ちを理解してくれるだろうと考え、「このまま帰られたのでは、わざわざ京都まで行って謝罪した天皇陛下の面目が立たない」と口説いた:131。伯父は一介の平民女性が国家の大事を案じてもどうなるものでもあるまいと諫めたが、思い詰めた勇子は汽車で京都へ旅立った。
勇子は京都で様々な寺を人力車で回った後、5月20日の午後7時過ぎ、「露国御官吏様」「日本政府様」「政府御中様」と書かれた嘆願書を京都府庁に投じ、府庁前で死後見苦しからぬようにと両足を手拭で括って、剃刀で咽喉と胸部を深く切って自殺を図った。しかしすぐには死ぬことができず、すぐに病院に運ばれて治療が施されたが、気管に達するほどの傷の深さゆえ出血多量で絶命した:128。享年27。当時の日本はまだ極東の弱小国であり、この事件を口実に大国ロシアに宣戦布告でもされたら国家滅亡さえ危ぶまれる、彼女はそう判断したのである。伯父や母、弟にあてた遺書は別に郵便で投函しており、総計10通を遺していた。
その壮絶な死は「烈女勇子」とメディアが喧伝して世間に広まり、盛大な追悼式が行われた。
戒名は義勇院頓室妙顕大姉。墓は末慶寺（京都市下京区万寿寺櫛筍上ル）にある。彼女の墓にはラフカディオ・ハーン（小泉八雲）やポルトガル領事・モラエスも訪れている。モラエスはまた、リスボンの雑誌『セロエーズ』 Serões に彼女を紹介している。
このほか、郷里の観音寺（鴨川市横渚）に分骨され、有志による顕彰碑が建てられた。父親の実家が勇子の初節句を祝った際の雛人形が観音寺に奉納されている。
彼女の死は、ニコライ皇太子に宛てた遺書やセンセーショナルな新聞の報道などによって国際社会の同情をかい、ロシア側の寛容な態度（武力報復・賠償請求ともになし）につながったとの評価もある。
横光利一も「橋を渡る火　畠山勇子のこと」で、この事件の顛末を述べている。